# Sultanat de Dhulbahante

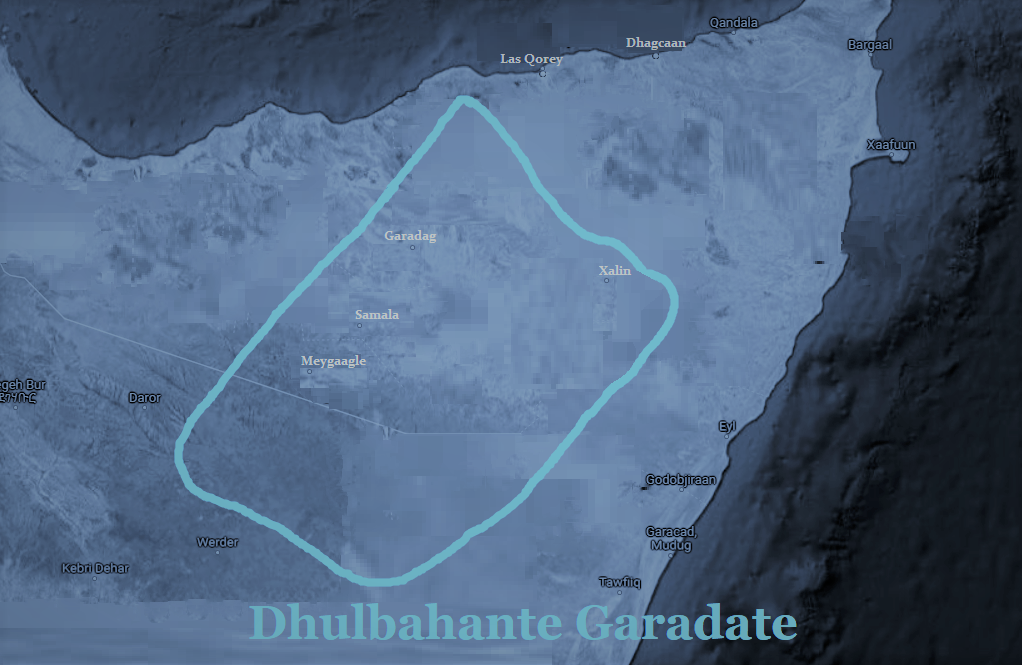
garadate

El sultanat de Dhulbahante fou un estat del clan dhulbahante dels somalis.
A la meitat del segle xix els dhulbahante foren el més poderós dels clans, després de l'ensorrament del regne del boqor Wiilwaal o sultanat de Bartire a la meitat del segle xix (Wiilwaal va morir el 1864), i la victòria sobre el clan ogadeni (ogaadeen) en una sagnant batalla a uns turons després anomenat Kabar Ogaadeen.
Això va deixar als dhulbahante com a senyors de tot el nord de Somàlia entre la part nord del Sanaag i el sud de Mudug, i de Kiridh (a l'oest) fins a la vall del Nugaal a l'est (on feien frontera amb els majertin o majeerteen). Al començament del segle xix el sultanat Dhulbahante era governat hereditàriament pel "garaaship" de la línia de reis Baharasame, però degut a l'increment de la població, abans de l'arribada de l'explorador britànic Speke s'havia escindit una part del regne sota el "garaaship" Cali Xaram (Maxamuud Ugaadhyahan) i durant un temps la guerra civil entre ambdós pretendents va assolar els dominis del clan.
Un explorador enviat per la Royal Geographic Society, el tinent Charles J. Cruttenden, va deixar constància de la lluita entre les dos faccions dels dhulbahante el 1848. El país dels dhulbahante fou visitat el 1855 pel britànic John Speke que va desembarcar a Las Khoray, volent creuar el territori per anar a trobar a Richard Burton a Harar. Speke va deixar alguns relats sobre aquest clan, que va definir com a terribles i salvatges. A Speke se li va demanar una taxa per passar pel país, i com a demostració de força se li va fer una exhibició de quatre mil genets armats. Finalment Speke va creuar per una altra ruta.
Un poema de Cali Naaleeye relata que en temps del cap Sayyid Qamax, responent a un atac dels majeerteen, els dhulbahante van assolar les terres dels seus enemics i van arribar fins a l'oceà Índic, just poc després que havien aconseguit saquejar la capital del regne separatista de Maxamuud, que era la ciutat de Noobir entre Iskushuban i Beyla. Això fou vers la meitat del segle xix però no queda clar en el poema si fou abans o després de la visita de Speke.
Entre 1884 i 1893 Harold Swayne va visitar disset vegades el territori i va escriure sobre els dhulbahante i, com ja havien assenyalat els altres viatgers anteriors, indica que el clan posseïa nombrosos cavalls (un sol home podia tenir 150 cavalls, i eren especialment nombrosos al Nugaal) i això els donava avantatge estratègica sobre altres clans, i els permetia fer incursions a grans distàncies arribant fins als establiments comercials de Bullaxaar i Berbera i interceptar les caravanes entre Mudug i l'Ogaden. Swayne va visitar Caynaba que pertanyia a la dinastia Ararsame dels Garaad Axmed, on nombroses caravanes dels Ararsame no s'atrevien a anar a Berbera per por del genets del Garaad Maxamuud; altres indicacions sobre l'estat de guerra entre els dos grups figuren a les seves obres entre les quals la que assenyala que els Ararsame i els Barkad s'oposaven a Maxamuud; també va visitar Kabr Ogaden (Kabar Ogaadeen), lloc de la gran victòria dels dhulbahante sobre els ogadenis.
Els dhulbahante o dalbahante van lluitar generalment al costat de Mad Mullah durant el moviment dels daraawiish de 1889 al 1920 i la seva població es va reduir a la meitat.

## Nota
1. ↑  Bartire fou el nom donat al clan fundat per Wiilwaal; els bartire foren un subclan dels jidwal, que era un clan del gran grup darod